# Dynamický vztlak

Proudění vzduchu kolem křídla (α je úhel náběhu)

Dynamický vztlak je síla, která nadnáší těleso při pohybu v plynu či kapalině. Vztlak je nezbytně důležitý pro létání – během letu působí na křídlo a letadlo tak udržuje nad zemí ve vzduchu.
Velikost aerodynamické vztlakové síly závisí na ploše křídla, tvaru křídla, profilu křídla, úhlu křídla vůči pohybujícímu se okolí, hustotě prostředí a relativní rychlosti tělesa k okolí (čím je rychlost větší, tím větší je aerodynamická vztlaková síla, při nulové rychlosti je aerodynamická vztlaková síla rovněž nulová). Vztlaková síla může být menší než gravitační, pak těleso zrychluje směrem dolů (a jeho pád je vztlakem jen brzděn), nebo může být větší než gravitační, v takovém případě těleso ve vzduchu zrychluje směrem nahoru.

## Vznik
Základním principem působícím vznik dynamického (aerodynamického, hydrodynamického) vztlaku je třetí Newtonův zákon, podle kterého na těleso (např. křídlo) působí reakční síla vůči síle, kterou těleso při pohybu působí na okolní vzduch. Dynamický vztlak tedy jinými slovy vzniká jako silová reakce při ohybu svazku proudnic – pohybující se křídlo vychyluje okolní vzduch směrem dolů, načež na křídlo jako reakce působí síla směrem vzhůru.
Poměrně častým, avšak chybným vysvětlením je zdůvodnění operující s Bernoulliho rovnicí a tím, že rozdíl tlaků na horní a dolní plochu křídla má vznikat z rozdílu rychlostí proudění vzduchu nad horní a pod dolní plochou křídla (v místě rychlejšího proudění je nižší tlak) s tím, že podle tohoto vysvětlení se předpokládá, že molekuly plynu, které byly před křídlem na rozhraní tak, že jedna se pohybuje horním profilem a druhá spodním profilem, se za křídlem opět potkají; kvůli asymetrickému tvaru křídla by to mohly dokázat jen tak, že ta nad horní plochou musí cestovat rychleji než ta spodní. Toto vysvětlení je však z mnoha příčin nesprávné: Přestože se vzduch nad horní plochou křídla opravdu pohybuje rychleji než pod dolní, není pravdou, že by se částice vzduchu rozdělené na náběžné hraně křídla za křídlem opět setkaly; Bernoulliho rovnice navíc není na tento případ vůbec aplikovatelná, neboť staví na jiných předpokladech, než které platí pro křídlo pohybující se volným vzduchem.